# Cyrtandra peltata
Cyrtandra peltata är en tvåhjärtbladig växtart som beskrevs av William Jack. Cyrtandra peltata ingår i släktet Cyrtandra och familjen Gesneriaceae. Inga underarter finns listade i Catalogue of Life.